# 吹石一惠
吹石一惠（1982年9月28日—），日本女藝人，大阪府出生，3歲時搬遷至奈良縣香芝市。身高169公分、血型A型，所屬事務所為舞夢製作。吹石父親為東北樂天金鷹球探總監吹石德一。2015年9月28日，與藝人福山雅治結婚。

## 人物
- 香芝市立三和小學校、香芝市立香芝中學校、大阪女子短期大學高等學校、大正大學文學部日本文學科畢業。
- 富士電視台視覺女王1997年度成員。
- 父親是日本職棒大阪近鐵野牛退役球員、現為東北樂天金鷹球探總監吹石德一（日语：吹石徳一）。吹石有兩個兄弟，都參與了棒球的相關事務。
- 興趣是騎馬、英語會話、觀看電視廣告。
- 擅長空手道（正統糸東流初段）、搖呼拉圈，可以記憶圓周率小數點以後26位。
- 2015年9月28日，與藝人福山雅治透過經紀公司向媒體表示，兩人已於當日結婚[1]。

## 戲劇作品
- 註：粗體字表主演

### 電視劇
連續劇
- 戀愛世代（1997年、富士電視台）：飾演 上杉綠（上杉理子〔松隆子飾演〕的妹妹）
- 美少女新世紀 GAZER（1998年、朝日電視台）：飾演 三笠萌
- 調皮到達（1998年、NHK晨間小說連續劇）：飾演 富樫早季
- 青春男孩（1999年、日本電視台）：飾演 相模真
- 一絃之琴（2000年、NHK）：飾演 岳田蘭子
- 更衣室裡的花子（2002年、NHK）：飾演 小嶺瑠布子
- 好孩子的夥伴～新米保育士物語～（2003年、日本電視台）：飾演 坂井美奈子
- 現在這裡也是危機（2003年、衛星劇場）
- 更衣室裡的花子回來了（2003年、NHK）：飾演 小嶺瑠布子
- 新選組!（2004年、NHK大河劇）：飾演 八木秀
- 冰壁（2006年1月－2月、NHK）：飾演 北澤光
- 華麗一族（2007年1月－3月、TBS）：飾演 美馬一子 （萬俵鐵平〔木村拓哉飾演〕的妹妹）
- 料理新鮮人（2007年4月－6月、日本電視台）：飾演 高橋惠理
- 貧窮貴公子（2007年7月 - 9月、TBS）：飾演 鳥居京子
- Full Swing（2008年1月－2月、NHK）：飾演 時任亞也
- ROOKIES（2008年4月－7月、TBS）：飾演 真弓理惠
- SCANDAL（2008年10月－12月、TBS）：飾演 鮫島真由子
- 在風中飛舞的塑膠片（2009年5月－7月、NHK）： 飾演 工藤里佳
- 官僚們的夏天（2009年7月- 9月、TBS）：飾演 山本真（坂本春生）
- 高中生餐廳（2011年4月－6月、日本電視台）：飾演 村木遙
- 薔薇色聖戰（2011年7月－9月、朝日電視台）： 飾演 三木真琴
- 平清盛（2012年1月－、NHK大河劇）：飾演 舞子（平清盛的生母）
- Lucky Seven（2012年1月－3月、富士電視台）：飾演 桐原由貴
- 鳶（2013年1月－3月、TBS）：飾演 坂本由美
- 顫抖的牛（2013年6月－7月、WOWOW）：飾演 鶴田真純
- S-終極警官（2014年1月－3月、TBS）：飾演 棟方由鶴
- 媽媽與爸爸活著的理由（2014年11月18日－12月18日、TBS）：飾演 吉岡柊子
- ANTI HERO（2024年5月－、TBS）：飾演 桃瀬礼子

客串
- 女性搜查官 眼睛捕手 第3、4話（1999年、NHK）
- 分手之屋 第6話（2001年、讀賣電視台）：飾演 律子
- 金田一少年事件簿第三季 第3話（2001年、日本電視台）：飾演 高森ますみ
- 傳說中的夫人 第6、11話（2003年、讀賣電視台）
- 新・夜逃屋本舖 第9話（2003年、日本電視台）：飾演 山中優子
- 人生補時 第1話（2008年、富士電視台）：飾演 岩田百合子
- TOKYO管制 第3話（2011年、富士電視台NEXT）：飾演 太田菜菜美
- 家的記憶 第8話（2015年、朝日電視台）：飾演 白石杏子

單集電視劇
- HOTEL2000秋特別篇（2000年、TBS）：飾演 朋子
- 占有家族（2001年、NHK）:飾演 島原美希
- HOTEL2001秋特別篇（2001年、TBS）：飾演 朋子
- HOTEL2002春特別篇（2002年、TBS）：飾演 朋子
- SABU 〜小組〜（2002年、名古屋電視台）：飾演 おすえ [2]
- 六千人的生命簽證（2005年10月、讀賣電視台）：飾演 杉原節子
- 名偵探赤富士鷹 第2夜「灰姑娘之愛」（2005年12月30日、NHK）：飾演 サンドリヨン（やよい / みちる）
- 星期五娛樂「我們家族的明日」第1話・關於明日的課堂（2006年4月、富士電視台）： 飾演 金子乃理
- 勇氣（2006年8月、日本電視台）:飾演 ミユキ
- 忠臣藏 瑤泉院的陰謀（2007年1月、東京電視台）：飾演 左京之方（喜世）
- 星期五娛樂「妻子秘密2」（2007年6月、富士電視台）：飾演 藤乃奈緒美
- 天國與地獄（2007年9月、朝日電視台）：飾演 迫田周子
- 寧寧：女太閤記（2009年1月、東京電視台）：飾演 淀之方
- 玻璃色的戀人（2009年2月、NHK）： 飾演 小日向美波
- 土曜PREMIUM「神戶新聞的七日間」（2010年1月16日、富士電視台）：飾演 攝影部記者小藤香織
- 母親的最後一日（2010年9月11日、朝日電視台）：飾演 有村桃子
- CBC創立60周年紀念特別電視劇　「旅行的夫婦」（2010年10月2日、中部日本放送）：飾演 濱田栞琹
- 金曜プレステージ「Dr.檢事モロハシ」（2012年3月23日、富士電視台）:飾演 森下椿
- 宮部美幸連續四週 “最強”的謎團 第1夜 理由 （2012年5月7日、TBS）：飾演 寶井綾子
- 星期五加載SHOW! 特別電視劇企畫 家族、貸款 〜家庭・糾結的情〜（家族、貸します 〜ファミリー・コンプレックス〜）（2012年7月27日、日本電視台）：飾演 澤香織
- Lucky Seven 特別篇（2013年1月3日）：飾演 桐原由貴
- The Partner 〜給摯愛的百年朋友〜（2013年9月29日、TBS）：飾演 淺羽雅
- 菜の花ラインに乗りかえて（2013年10月9日、BS Premium）：飾演 本多香織
- 奧林匹克的贖金 ＝ オリンピックの身代金（2013年11月30日、EX）：飾演 落合晴美

### 電影
- 純愛手札（1997年、東映）:飾演 藤崎詩織（處女作）
- DRUG（2001年、青少年育成國民會議）
- 依然Blue（2001年）:飾演 アマミク（聲優）
- 我相信明天…（2001年、大映）:飾演 水澤夏音
- 時間的香氣〜Remember Me〜（2001年、ドラゴンフィルム）:飾演 百合
- SABU 〜小組〜（2002年、電影旬報社）:飾演 おすえ[2]
- 超人力霸王高斯_THE_FINAL_BATTLE（2003年、松竹）:飾演 ジュリ
- 魔界轉生（2003年、東映）:飾演 お雛
- 鬼來電（2004年、東寶）:飾演 小西なつみ
- 村之寫真集（2004年）:飾演 水澤先生
- Mail到達的故事「CHANGE THE WORLD!」（2005年、東映影片）:飾演 小柳葉子
- 瘋狂森林〜The First Contact〜（2006年、Phantom Film）:飾演 ニコ
- 雪的願望（2006年、劇院系）:飾演 首藤牧惠
  - 第28屆橫濱電影節助演女優賞（憑此作和「明日的記憶」、「手紙」）
- 明日的記憶（2006年、東映系）:飾演 佐伯梨惠
- 紀子的餐桌（2006年、Argo Pictures）:飾演 島原紀子
  - 第10屆富川國際幻想電影節主演女優賞
- 手紙（2006年、Gaga Corporation）:飾演 中条朝美
- 超時空泡泡機（2007年、東寶）:飾演 宮崎薰
- Curling Love（2007年、エスピーオー、Progressive・Pictures）:飾演 木村いづみ
- 永遠的三丁目的夕陽2（2007年、東寶）:飾演 山村先生（淳之介的老師）
- 春天來了（2008年、東映）:飾演 岡本洋子
- 夢想起飛：菜鳥空姐的處女航（2008年、東寶）:飾演 田中真里
- ROOKIES－畢業－（2009年5月、東寶）:飾演 真弓りえ
- 釣りバカ日誌20 Final（2009年12月、松竹）:飾演 裕美
- 海猿3D:最終話—The Last Message（2010年9月、東寶）:飾演 西沢夏
- 十三刺客（2010年9月、東寶）:飾演 お艶（藝妓）、ウパシ（山民女子）兩角
- 告別愛的總統（2010年11月）:飾演 播報員神崎（页面存档备份，存于）
- 鬼太郎之妻（2010年11月、スローラーナー）:飾演 武良布枝
- 甜蜜小天使ひみつのアッコちゃん(2012年9月1日、松竹):飾演 青山マリ
- 花瓣舞ペタル ダンス(2013年4月20日):飾演 ミキ
- 永遠的0（2013年12月21日）:飾演 佐伯慶子
- 銀之匙(2014年3月7日):飾演 富士一子
- 神的病例簿2(2014年3月21日):飾演 進藤千夏
- 六月燈的三姊妹(2014年 月 日):飾演 平川奈美江

### 舞台劇
- ろくでなし啄木（2011年1月7日 - 23日、池袋東京藝術劇場・2月17日 - 26日、天王洲銀河劇場）：飾演 トミ（女給）

## 電視節目

### 電視特集
- 週刊人物生活 スタ☆メン（2005年10月 - 2007年3月、富士電視台、關西電視台）:評論員（不定期）
- 日本的現場 -秋葉原・年終物語-（2005年12月、NHK）:旁白
- 紀實72小時（2006年10月 - 2007年3月、NHK）:旁白（不定期）
- 文件體育大陸「老師走的道路・新大關・琴光喜」（2007年10月、NHK）:旁白

## 書籍

### 寫真集
- 電影「純愛手札」PHOTOBOOK(SUMMER MEMORY)（1997年7月、Wani Books、攝影：河野英喜）・・・共演：中山亞微梨、榎本加奈子、山口紗彌加、矢田亞希子 ISBN 4847024672
- ルートF（1997年10月、講談社、攝影：渡邊達生）ISBN 978-4063050424
- 從少女…吹石一惠紀念PHOTO BOOK（2001年4月、Wani Books）ISBN 978-4847025822
- 凜（2001年1月、學習研究社、攝影：橋本雅司）ISBN 978-4054011410
- 月刊吹石一惠(SHINCHO MOOK)（2002年4月15日、新潮社、攝影：藤代冥砂）ISBN 978-4107900975
- FUKIISHI(週刊Young Sunday書籍)（2002年11月、小學館、攝影：西田幸樹）ISBN 978-4093720519

### 封頁
- Big Comic Spirits通卷1185號
- an・an通卷1608號（「超速減肥法」特集半裸披露）

## 音樂

### 單曲
- セピアの夏のフォトグラフ （1997年、BMG JAPAN）- 為演出的電影純愛手札主題曲

## 外部連結
- 吹石一恵 OFFICIAL WEB SITE（页面存档备份，存于） - 事務所公式
- Yahoo! JAPAN 吹石一恵のプロフィール（页面存档备份，存于）